# Liste der Biografien/Schmid, D
Liste der Biografien |
Portal Biografien |
D Personensuche
# |
A |
B |
C |
D |
E |
F |
G |
H |
I |
J |
K |
L |
M |
N |
O |
P |
Q |
R |
S |
T |
U |
V |
W |
X |
Y |
Z |
?
 
Sa |
Sb |
Sc |
Sd |
Se |
Sf |
Sg |
Sh |
Si |
Sj |
Sk |
Sl |
Sm |
Sn |
So |
Sp |
Sq |
Sr |
Ss |
St |
Su |
Sv |
Sw |
Sy |
Sz
 
Sca–Sce |
Sch |
Sci–Scz
 
Scha |
Schc |
Schd |
Sche |
Schg |
Schi |
Schj |
Schk |
Schl |
Schm |
Schn |
Scho |
Schp |
Schr |
Schs |
Scht |
Schu |
Schv |
Schw |
Schy
 
Schma |
Schme |
Schmi |
Schmo |
Schmu |
Schmy
 
Schmic |
Schmid |
Schmie |
Schmig |
Schmik |
Schmil |
Schmin |
Schmir |
Schmis |
Schmit
 
Schmida |
Schmidb |
Schmide |
Schmidf |
Schmidg |
Schmidh |
Schmidi |
Schmidj |
Schmidk |
Schmidl |
Schmidm |
Schmidp |
Schmidr |
Schmids |
Schmidt |
Schmid, A |
Schmid, B |
Schmid, C |
Schmid, D |
Schmid, E |
Schmid, F |
Schmid, G |
Schmid, H |
Schmid, I |
Schmid, J |
Schmid, K |
Schmid, L |
Schmid, M |
Schmid, N |
Schmid, O |
Schmid, P |
Schmid, R |
Schmid, S |
Schmid, T |
Schmid, U |
Schmid, V |
Schmid, W |
Schmid, Y
Die Liste der Biografien führt alle Personen auf, die in der deutschsprachigen Wikipedia einen Artikel haben. Dieses ist eine Teilliste mit 12 Einträgen von Personen, deren Namen mit den Buchstaben „Schmid, D“ beginnt.

## Schmid, D

### Schmid, Da
- Schmid, Daniel (1941–2006), Schweizer Film-, Theater- und Opernregisseur
- Schmid, Daniel (* 1976), Schweizer Bobpilot
- Schmid, Daniel (* 1979), österreichischer Politiker (SPÖ), Mitglied des Bundesrates
- Schmid, David Alois (1791–1861), Schweizer Maler, Zeichner und Graphiker
- Schmid, Davina (* 1994), deutsche Schauspielerin

### Schmid, De
- Schmid, Denise (* 1965), Schweizer Historikerin, Verlegerin und Autorin
- Schmid, Deocar (1791–1828), deutscher evangelischer Geistlicher und Missionar
- Schmid, Detlef (1934–2018), deutscher Informatiker

### Schmid, Di
- Schmid, Dilman, deutscher Glockengießer

### Schmid, Do
- Schmid, Dominik (* 1989), deutscher Fußballspieler
- Schmid, Dominik (* 1989), österreichischer HandballspielerDominik Schmid (* 1989)

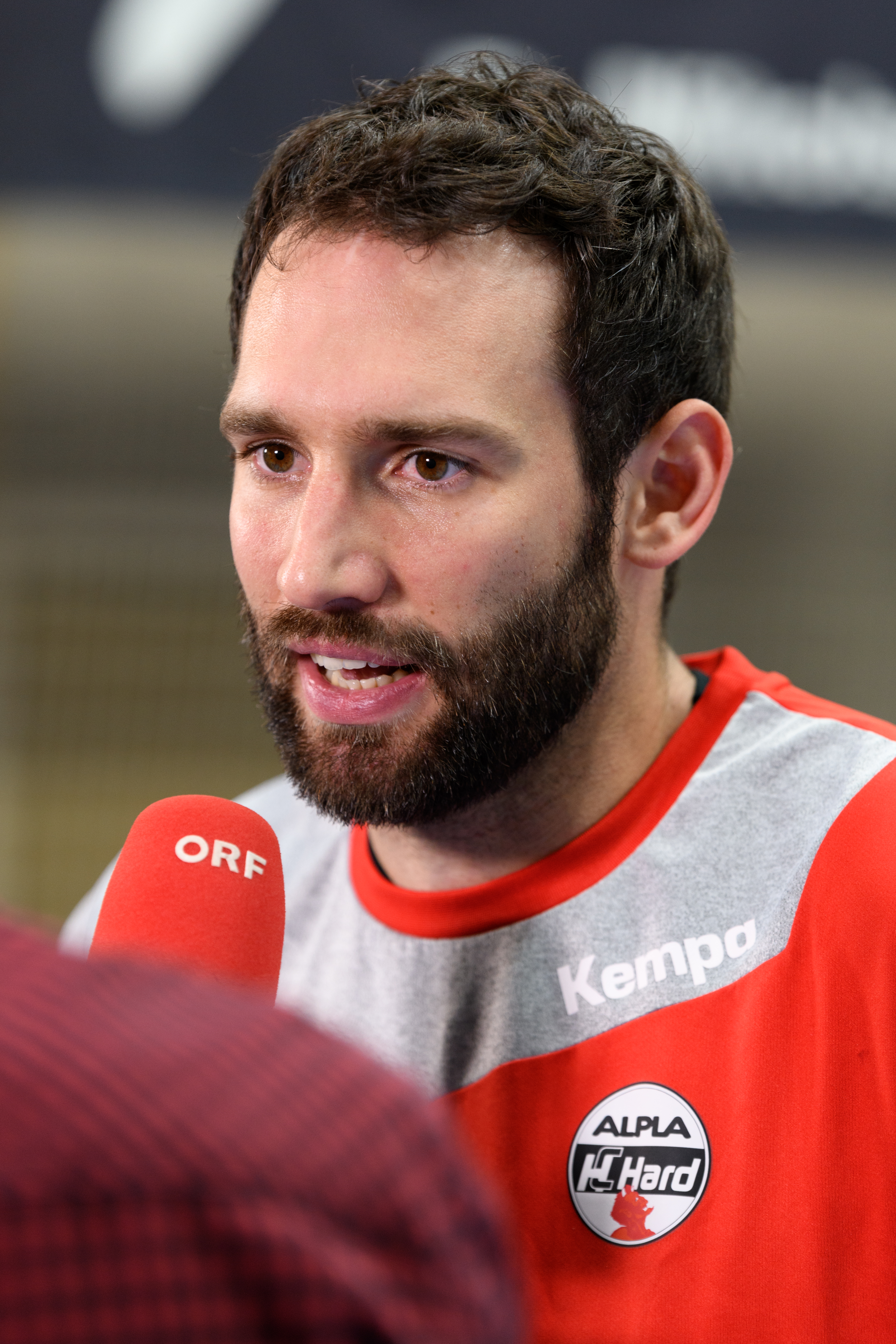
Dominik Schmid (* 1989)

- Schmid, Dominik (* 1998), Schweizer Fussballspieler